# José Narciso da Cunha Rodrigues
José Narciso da Cunha Rodrigues GCC (Lagares, Penafiel, 30 de Outubro de 1940), Conselheiro português e antigo 20.º Procurador-Geral da República.
Diferentes funções judiciais (1964-1977); encarregado do Governo em diversas missões com vista à realização e coordenação de estudos sobre a reforma do sistema judicial; agente governamental junto da Comissão Europeia dos Direitos do Homem e do Tribunal Europeu dos Direitos do Homem (1980-1984); perito junto do Comité dos Direitos do Homem do Conselho da Europa (1980-1985); membro da comissão de revisão do Código Penal e do Código do Processo Penal; Procurador-Geral da República (1984-2000); membro do Comité de Fiscalização do Organismo Europeu de Luta Antifraude (OLAF) (1999-2000); Juiz Conselheiro do Supremo Tribunal de Justiça a partir 7 de Outubro de 2000.
A 9 de Outubro de 2000 foi agraciado com a Grã-Cruz da Ordem Militar de Nosso Senhor Jesus Cristo.